# Svastra friesei
Svastra friesei är en biart som beskrevs av Laberge 1958. Svastra friesei ingår i släktet Svastra och familjen långtungebin. Inga underarter finns listade i Catalogue of Life.